# 第一次世界大戦中の中国

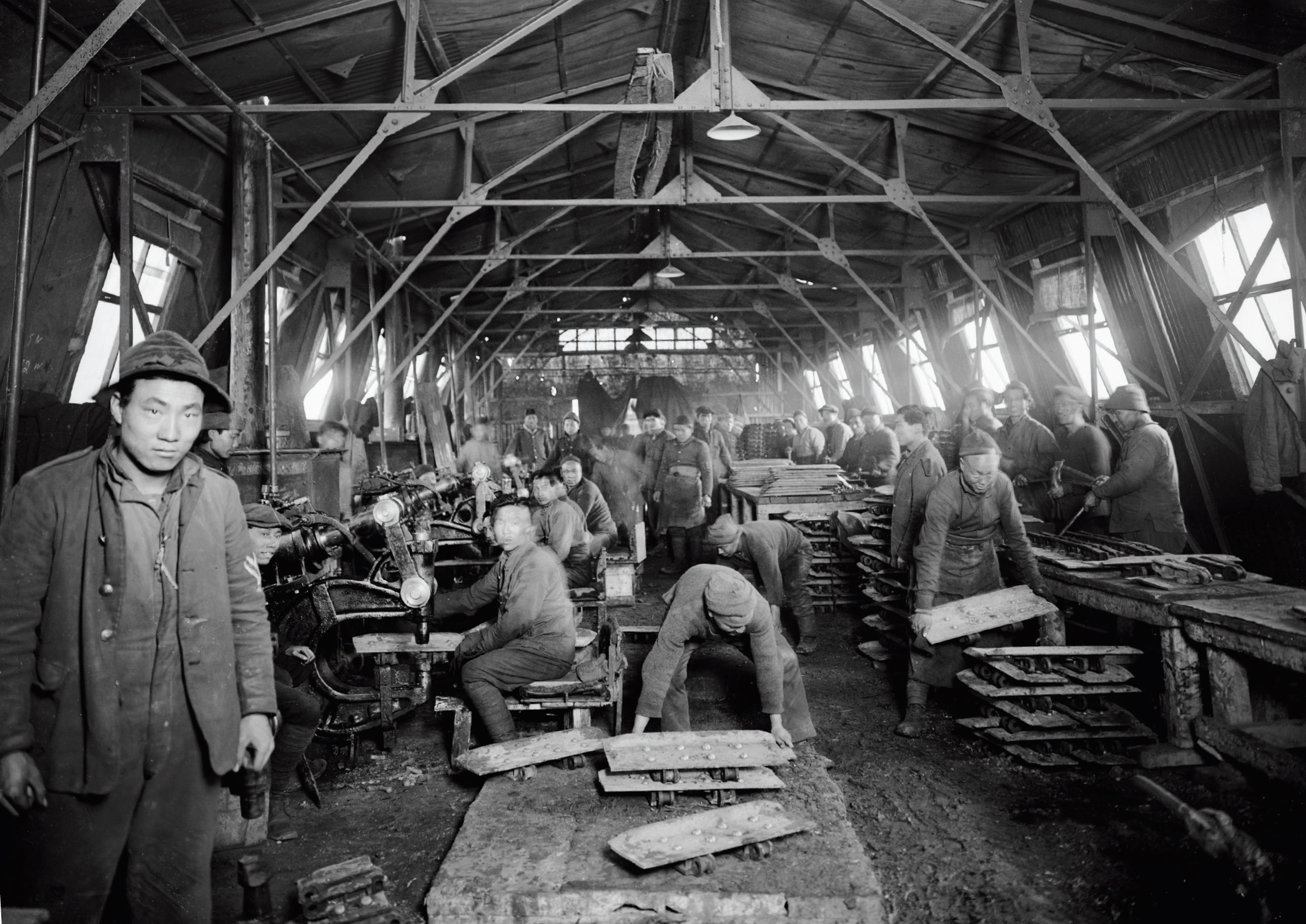
第一次世界大戦中の中国人労働者

第一次世界大戦中の中国（だいいちじせかいたいせんちゅうのちゅうごく）では、中華民国が1917年から1918年にかけて、連合国側として第一次世界大戦に参戦した経緯について説明する。
中国は海外に軍隊を派遣しなかったが、イギリス陸軍の一部である中国労工旅団として、14万人の中国人労働者が戦争終結前にイギリス陸軍およびフランス軍のために従事した。1914年以来中立を保っていたが、中華民国首相の段祺瑞が中国の第一次世界大戦への関与を主導した。段は中国をヨーロッパやアメリカ合衆国と結びつけるために、連合国側に立って中央同盟国に宣戦布告することを決断した。1917年8月14日、中国は中立を終わらせ、ドイツ帝国およびオーストリア＝ハンガリー帝国に宣戦布告した。

## 背景

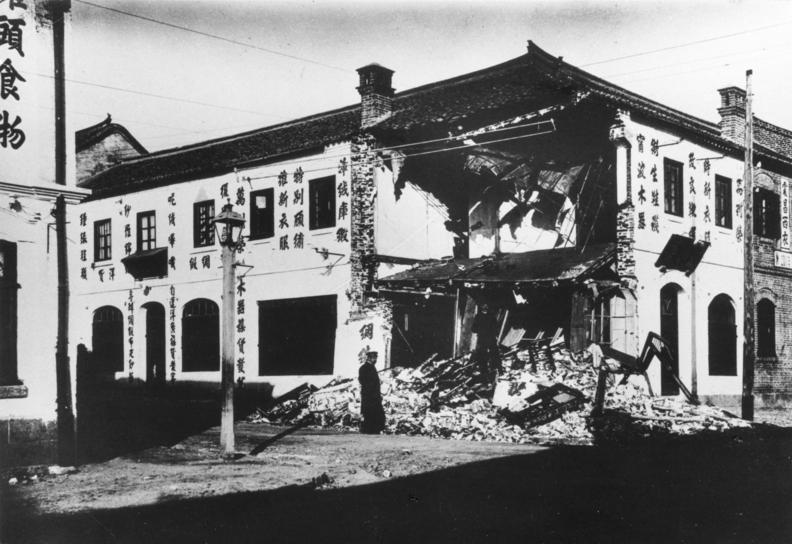
青島の戦い後の損壊した建物

第一次世界大戦は、中国が封建制の終焉後に新たな時代へと入った時期に始まった。1912年4月、中国の軍人である袁世凱が権力を握り、満洲王朝の支配を終わらせた。袁は中華民国大総統となり、中央政府の強化を図った。
戦争開始時、中国は財政的混乱、政治的不安定、軍事的弱体のため中立を保っていた。袁は中国の中立維持を試み、これは北京のドイツ代理公使アドルフ・ゲオルク・フォン・マルツァンにも支持された。1914年、日本とイギリス軍隊が中国におけるドイツの権益の一部を清算した。袁はイギリスの外交官ジョン・ジョーダンに対し、ドイツ軍の植民地である青島奪還のため5万人の兵を提供すると密かに申し出たが、拒否された。その後、日本が青島を占領し、山東省の一部を占拠した。
1915年1月、日本は対華21カ条要求と呼ばれる最後通牒を中国政府に突きつけた。これには旧ドイツ権益の日本支配、南満洲での99年租借、製鉄所への関与、鉄道に関する譲歩などが含まれていた。中国が日本の最初の提案を拒否した後、5月に「十三カ条の要求」として縮小された要求が2日間の回答期限付きで伝えられた。袁は他の地方軍閥と中国全土の支配を争っていたため、日本との戦争を冒す立場になく、宥和政策を受け入れた。最終的な条約は1915年5月25日に両国間で調印された。

## 1916年の出来事

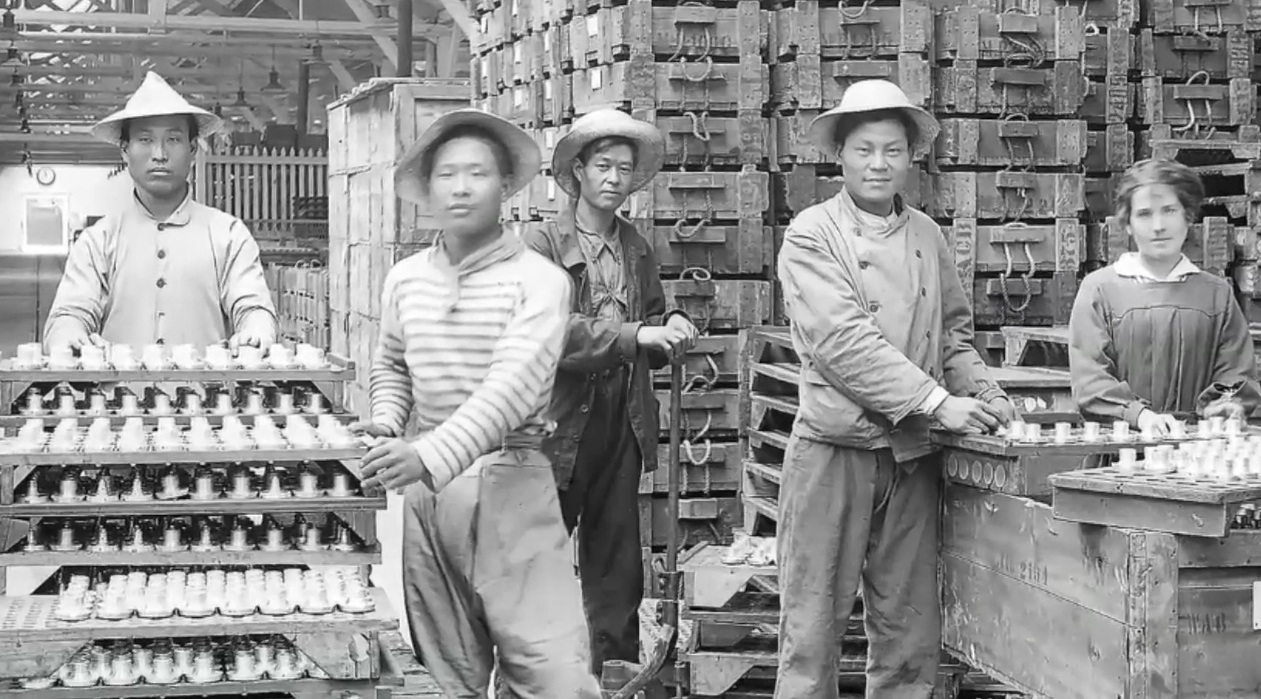
軍需工場で働く中国人労働者

当初、中国は交戦国ではなかったため、中国政府は自国民が戦闘に参加することを認めていなかった。しかし、1916年、フランス政府は中国人を非軍事要員として雇用する計画を開始した。中国が5万人の労働者を供給する契約は1916年5月14日に締結され、最初の一団は1916年7月に天津から大沽とマルセイユへ出発した。輸送の手配はHuimin Companyが担当した。イギリス政府も中国当局と労働者供給の協定を締結した。1916年にロンドンの戦争委員会が募集を開始し、中国労働旅団を組織した。募集拠点は、当時イギリス領であった威海衛に1916年10月31日に設置された。
中国労働旅団は主に山東省出身の中国人男性で構成されていたが、遼寧省、吉林省、江蘇省、湖北省、湖南省、安徽省、甘粛省などの省からの参加者も少数存在した。多くは太平洋経由でカナダを通りヨーロッパへ渡った。数万の志願者は、地域の貧困や中国の政情不安、そしてイギリスが提示した高額な賃金に惹かれて集まった。それぞれの志願者には出発金として20元が支給され、中国に残る家族には毎月10元が送金された。
労働者は地雷除去、道路や鉄道の修理、弾薬庫の建設などを行った。中には軍需工場や海軍造船所で働く者もいた。当時、彼らは安価な労働力と見なされ、現地での交流を許されず、単なるクーリーとして扱われていた。

## 1917年の出来事

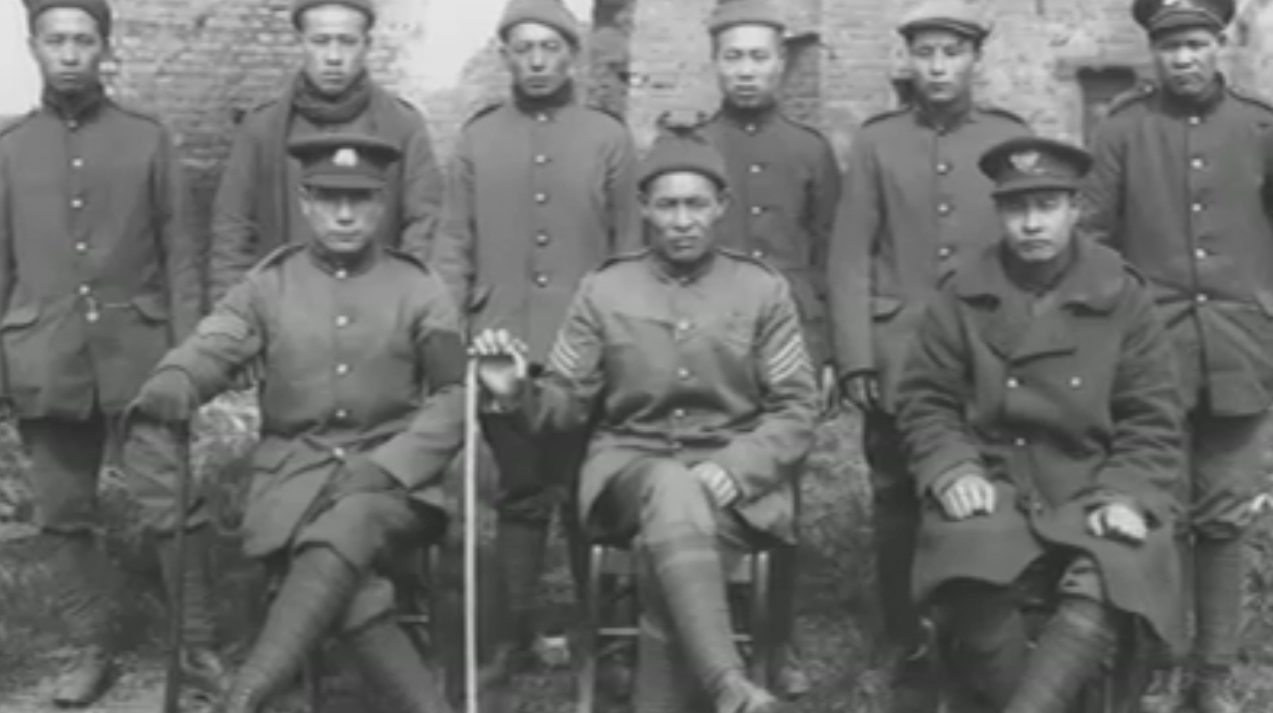
中国人通訳チーム

1917年2月17日、フランスの旅客貨物船SSアトスが、ドイツのUボートSM U-65によって撃沈された。この船には900人の中国人労働者が乗船しており、そのうち543人が死亡した。中国はその後、3月にドイツとの外交関係を断絶した。中華民国は、張勲復辟失敗の1か月後である8月14日に、正式に中央同盟国への宣戦布告を行った。ドイツとオーストリア＝ハンガリーの天津の租界および漢口の租界は直ちに中国によって占領された。
開戦により、中華民国の首相である段祺瑞は新たな連合国との関係から中国の国際的名声を高めることを期待した。彼は、中国が過去に強制的に締結させられたいくつもの賠償金や租界の廃止を目指していた。主な目的は、戦後の交渉の場に中国が参加し、山東半島の支配権を取り戻し、日本の勢力圏を縮小することであった。中国は1917年8月14日に正式に宣戦布告を発した。
宣戦布告後、中華民国労働部が中国人労働者募集を公式に組織し始めた。政府は象徴的な戦闘部隊の西部戦線派遣も検討したが、実施には至らなかった。

## 1918年の出来事
モノカシー号事件は1918年1月に発生した。これは、揚子江沿いで中国兵によってアメリカの砲艦モノカシーが攻撃された事件である。この事件でアメリカ人1人が死亡した。抗議運動が上海で発生した後、中国政府はアメリカ合衆国に謝罪し、賠償金25,000ドルを支払った。この事件は、当時中国の武装兵が外国船に発砲した複数の事案の一つであった。

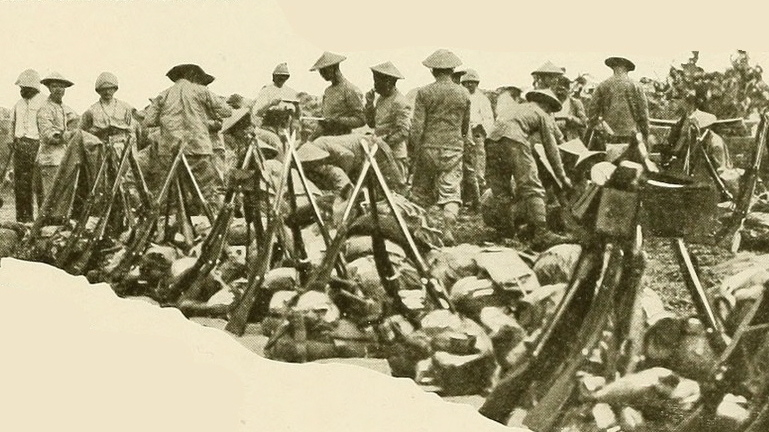
シベリアに向かう中国歩兵

第一次世界大戦の戦域で中国軍が交戦することはなかったが、1918年8月、2,300人の中国軍部隊がシベリア出兵の最中に中国の権益を守る目的でウラジオストクに派遣された。中国軍はボリシェヴィキおよびコサック双方と戦った。この紛争はロシア内戦の一部と見なされている。
1918年11月11日の休戦協定締結後、海外で従軍した中国人労働者の大半は本国へ送還された。

## 戦後

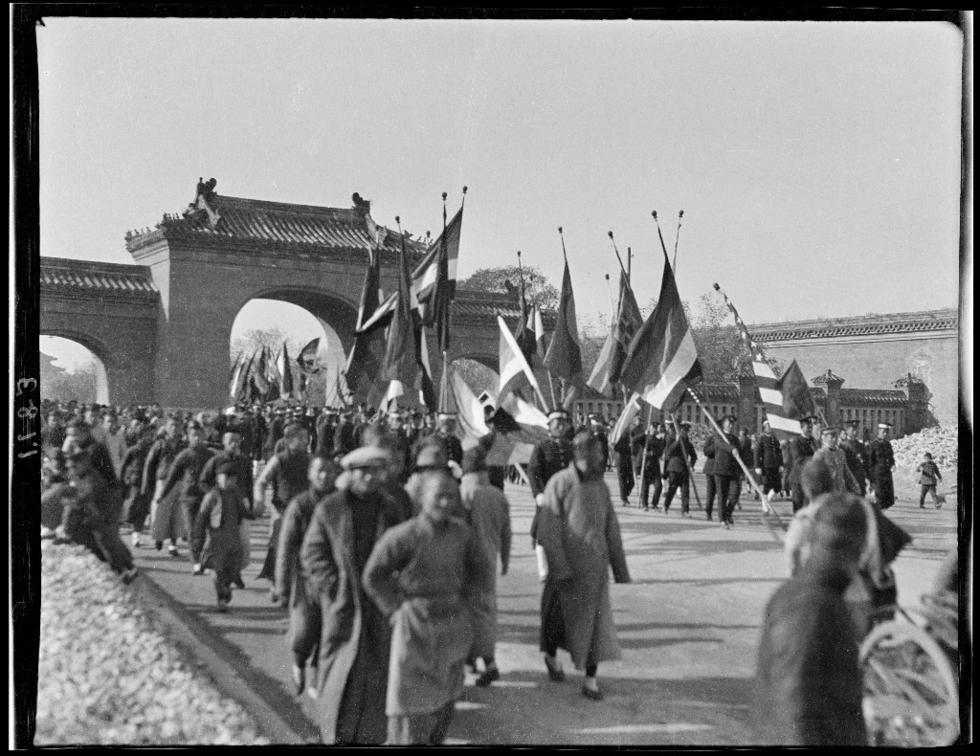
第一次世界大戦終結を祝う北京の様子

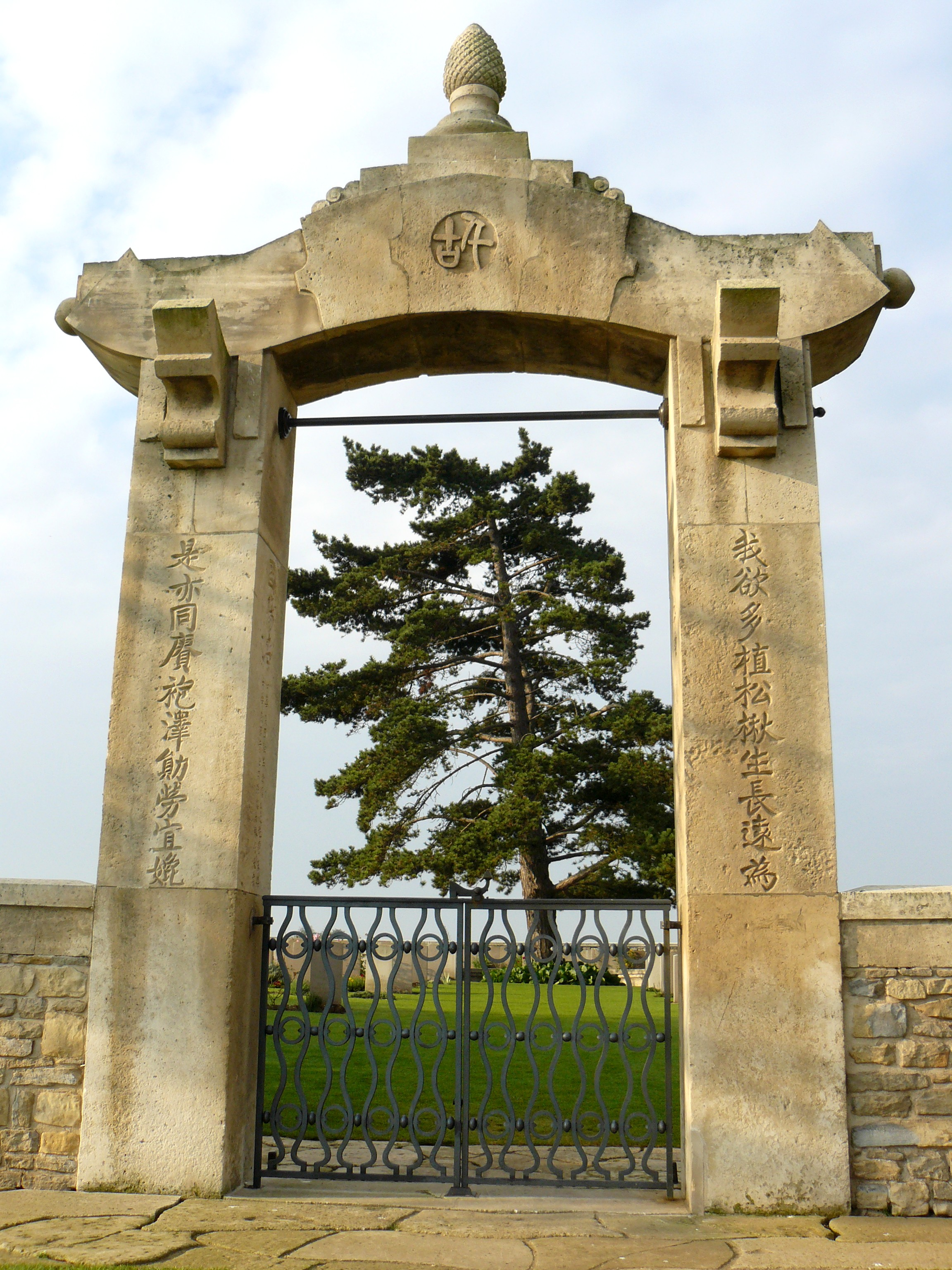
ノワイエル＝シュル＝メールの中国人墓地の入口

戦争が終結すると、中国人労働者の一部は地雷の除去、兵士の遺体回収、そして何キロにも及ぶ塹壕の埋め戻し作業などに従事し続けた。大部分はやがて中国へ帰国したが、1920年に中国実業銀行が破綻した後もヨーロッパに留まる者がいた。およそ5,000から7,000人がフランスに残り、後のパリにおける中国人コミュニティの中核となった。
戦争で死亡した中国人の正確な人数は不明であり、推計値には議論がある。ヨーロッパの記録では2,000人のみとされているが、中国側の学者は2万人にのぼると推定している。その多くは1918年のスペインかぜで命を落としたが、砲撃や地雷、不適切な待遇による犠牲者もいた。遺骨はヨーロッパ各地の数十か所の墓地に埋葬されている。例えばノワイエル＝シュル＝メールの墓地には838基の中国人墓石がある。

### パリ講和会議

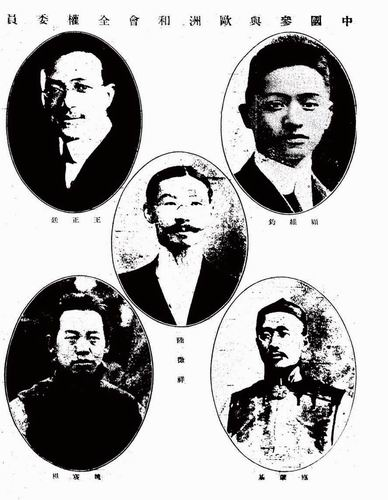
1919年に行われたパリ講和会議の中国代表団

中国はパリ講和会議に代表団を派遣した。中国は戦闘部隊を派遣しなかったため、割り当てられた議席は2つだけだった。代表団の団長は陸徵祥であり、顧維鈞や曹汝霖らが同行した。彼らは山東問題の解決、すなわち山東半島の中国への返還、並びに治外法権、公使館警備、外国人租借地などの帝国主義的制度の廃止を要求した。しかし、西側列強はこれらの要求を認めず、日本に対し、第一次世界大戦でドイツから奪取した山東の領有を認めた(p22)。
中国政府の弱腰な対応が明らかとなったことで、中国国内では民族主義が高揚した。1919年5月4日、中国各地で学生による抗議運動が発生し、北京を中心に、一般市民や商人なども加わって、デモ、請願、ストライキや政府との暴力的な衝突が起こった。天津、上海、広州、南京、杭州、武漢、済南などでも学生・労働者の支持が広がった。この蜂起は五四運動として知られる。運動の根本的な目的は、政府にヴェルサイユ条約への調印拒否を求めることであった。そのため、会議での中国代表団は、唯一調印式で条約に署名しなかった。